# Julie Pomagalski
Julie Pomagalski (La Tronche, 10 oktober 1980 – Andermatt, 23 maart 2021) was een snowboardster uit Frankrijk. Ze vertegenwoordigde haar vaderland op de Olympische Winterspelen 2002 in Salt Lake City en de Olympische Winterspelen 2006 in Turijn.
Ze had haar eigen skischool in Méribel. Ze overleed op 23 maart 2021 in een lawine in Zwitserland.

## Resultaten

### Olympische Winterspelen
| Jaar | Plaats         | Resultaten                                 |
| ---- | -------------- | ------------------------------------------ |
| 2002 | Salt Lake City | 6e Parallelreuzenslalom                    |
| 2006 | Turijn         | 6e Parallelreuzenslalom 23e Snowboardcross |

### Wereldkampioenschappen
| Jaar | Plaats               | Resultaten                                                   |
| ---- | -------------------- | ------------------------------------------------------------ |
| 1999 | Berchtesgaden        | Snowboardcross                                               |
| 2001 | Madonna di Campiglio | 19e Reuzenslalom 24e Parallelreuzenslalom 18e Snowboardcross |
| 2003 | Kreischberg          | Parallelreuzenslalom · 10e Parallelslalom                    |
| 2005 | Whistler Blackcomb   | 9e Parallelreuzenslalom 5e Parallelslalom 8e Snowboardcross  |
| 2007 | Arosa                | 8e Parallelreuzenslalom 21e Parallelslalom 6e Snowboardcross |

### Wereldbeker
Eindklasseringen
| Seizoen   | Algemeen           | Slalom            | Reuzenslalom       | Parallel- reuzenslalom | Parallelslalom     | Parallel           | Snowboardcross     |
| --------- | ------------------ | ----------------- | ------------------ | ---------------------- | ------------------ | ------------------ | ------------------ |
| 1997/1998 | 127e 16,00 punten  | -                 | 61e 155,00 punten  |                        |                    |                    | -                  |
| 1998/1999 | 41e 244,00 punten  | 38e 220,00 punten | 25e 775,00 punten  |                        |                    |                    | 20e 500,00 punten  |
| 1999/2000 | 8e 815,00 punten   |                   | 10e 2390,00 punten | 31e 456,00 punten      |                    | 31e 456,00 punten  | 6e 4260,00 punten  |
| 2000/2001 | 21e 445,00 punten  |                   | 31e 150,00 punten  |                        | 14e 2767,00 punten |                    | 12e 1860,00 punten |
| 2001/2002 | 4e 563,00 punten   |                   | 4e 500,00 punten   | 5e 4720,00 punten      | 17e 1120,00 punten | 24e 400,00 punten  | 11e 1600,00 punten |
| 2002/2003 | 6e 403,00 punten   |                   |                    | -                      | -                  | 13e 3410,00 punten | 11e 1330,00 punten |
| 2003/2004 | · 863,00 punten    |                   |                    | -                      | -                  | · 6900,00 punten   | · 4220,00 punten   |
| 2004/2005 |                    |                   |                    | -                      | -                  | 8e 3520,00 punten  | 13e 1820,00 punten |
| 2005/2006 | · 8030,00 punten   |                   |                    | -                      | -                  | · 5130,00 punten   | 7e 2900,00 punten  |
| 2006/2007 | 20e 2460,00 punten |                   |                    | -                      | -                  | 17e 1700,00 punten | 13e 760,00 punten  |

| - | Dit seizoen niet deelgenomen aan dit onderdeel. |
|   | Onderdeel werd dit seizoen niet gehouden.       |

Wereldbekerzeges
| Datum            | Plaats             | Onderdeel            |
| ---------------- | ------------------ | -------------------- |
| 24 februari 2001 | Asahikawa          | Parallelreuzenslalom |
| 14 december 2001 | Mont-Sainte-Anne   | Parallelreuzenslalom |
| 8 februari 2003  | Maribor            | Parallelreuzenslalom |
| 11 januari 2004  | Alpe d'Huez        | Parallelreuzenslalom |
| 21 februari 2004 | Sapporo            | Parallelslalom       |
| 11 maart 2004    | Bardonecchia       | Snowboardcross       |
| 7 oktober 2005   | Landgraaf          | Parallelslalom       |
| 8 december 2005  | Whistler Blackcomb | Snowboardcross       |
| 9 maart 2006     | Lake Placid        | Parallelreuzenslalom |

### Continentale beker
Continenale bekerzeges
| Datum          | Plaats  | Onderdeel    |
| -------------- | ------- | ------------ |
| 9 januari 1999 | Falcade | Reuzenslalom |

### Europabeker
Europabekerzeges
| Datum           | Plaats      | Onderdeel      |
| --------------- | ----------- | -------------- |
| 11 januari 2000 | San Giorgio | Parallelslalom |